# Загуже (гміна Мухаж)
Загуже (пол. Zagórze) — село в Польщі, у гміні Мухаж Вадовицького повіту Малопольського воєводства.
Населення — 37 осіб (2011).

## Географія
Знаходиться у гміні Мухажській, Малопольському воєводству.Поблизу розташовується озеро Мухажське.

## Історія
У 1975-1998 роках село належало до Бельського воєводства, підпорядковувалося районній адміністрації у Вадовіцах.

## Демографія
Демографічна структура станом на 31 березня 2011 року:
|          | Загалом | Допрацездатний вік | Працездатний вік | Постпрацездатний вік |
| -------- | ------- | ------------------ | ---------------- | -------------------- |
| Чоловіки | 18      | 1                  | 15               | 2                    |
| Жінки    | 19      | 2                  | 12               | 5                    |
| Разом    | 37      | 3                  | 27               | 7                    |